# Athyrium expansum
Athyrium expansum là một loài dương xỉ trong họ Athyriaceae. Loài này được Willd. Moore mô tả khoa học đầu tiên năm 1860.